# استیو کانروی (بازیکن فوتبال)
استیو کنروی (انگلیسی: Steve Conroy; ۱۹ دسامبر ۱۹۵۶ – ۴ مهٔ ۲۰۲۱) بازیکن فوتبال اهل بریتانیا بود.
از باشگاه‌هایی که در آن بازی کرده‌است می‌توان به باشگاه فوتبال روچدیل، باشگاه فوتبال روترهام یونایتد، و باشگاه فوتبال شفیلد یونایتد اشاره کرد.